# Glory Days (브루스 스프링스틴의 노래)
〈Glory Days〉는 미국의 록 가수 브루스 스프링스틴이 작사, 작곡 그리고 연주한 곡이다. 1985년, 이 곡은 1984년 그의 음반 《Born in the U.S.A.》에서 발매된 다섯 번째 싱글이 되었다.

## 역사
이 노래는 한 남자가 자신의 이른바 "영광의 시절(glory days)"과 고등학교 시절 알았던 사람들의 시절을 참담하게 돌아보는 연작소설이다. 1절의 가사는 스프링스틴이 1973년 여름 전 리틀 리그 베이스볼 팀 동료 조 드 푸그와 마주친 것을 재점검하는 자서전적인 것이다.
이 음악은 스프링스틴의 전기 작가 데이브 마쉬가 "폭발적인 톰톰 패턴으로 차인 링키딩크 오르간, 홍키통크 피아노, 차고 밴드 기타"라고 부르는 것으로 구성되어 있다.
싱글은 1985년 여름 빌보드 핫 100 팝 싱글 차트에서 5위로 정점을 찍었다. 이는 《Born in the U.S.A.》에서 발매된 7개의 Top 10 히트 싱글 중 다섯 번째였다.

## 곡 목록
1. "Glory Days" – 4:15
2. "Stand On It" – 2:30